# Via Grodzka
Via Grodzka (in polacco Ulica Grodzka) è una delle più antiche vie di Cracovia. 
La strada è posizionata lungo una precedente rotta commerciale che andava da nord a sud e fa parte della Strada Reale, utilizzata dai re polacchi durante le cerimonie per raggiungere il castello del Wawel.
I primi documenti che la menzionano risalgono al XIII secolo.

## Edifici[4]
Lungo via Grodzka si trovano diversi edifici importanti, tra cui:
- il Palazzo Stadnicki, un palazzo del XIX secolo con una facciata in stile rococò;
- la chiesa dei Santi Pietro e Paolo, esempio del barocco polacco dei primi del XVII secolo;
- la chiesa di Sant'Andrea, costruita nel tardo XI secolo come chiesa fortificata;
- la chiesa di San Martino, costruita nella prima metà del XVII secolo;
- la chiesa di San'Egidio, costruita nel XIV secolo e frequentata da stranieri e turisti in quanto è l'unica chiesa cattolica di Cracovia a celebrare la Santa Messa in inglese ogni domenica;
- la palazzina in stile eclettico del XIX secolo che ospita l'Istituto Italiano di cultura di Cracovia.[5]